# 外官
外官（げかん）とは、律令制において、在京の以外にあった官司・官職のこと。京官（内官）とは対の関係にある。

## 概要
大宰府や諸国の国司・郡司・軍団・国学、その他地方に置かれていた官司・官職を指す（摂津職は特例として京官に准じる）。
中国においては、地方の統治は元来諸侯の役割であり、封建制が律令制に代わり、諸侯に代わって外官がその任を行うようになったが、天子やその命令を受けた官吏による巡察（巡守）を受け、定期的に天子の下に参内（朝覲）し、地域の貢物を献上（九貢）する義務を負った。唐代には都督府・州（郡）・県・折衝府（府兵を統括する）などが設置され、毎年元日には諸州の刺史または上佐が朝集使として朝賀に参列して皇帝に献上を行うこととなっていた。
日本の外官も唐の制度が導入されていたが、決定的に違うのは天皇の任命によって大宰府の官吏や国司として派遣される中央からの貴族・官人と在地の旧国造・有力豪族などから登用される郡司・軍団の官人とは身分上において大きく異なっていた。特に国司は天皇が派遣したその国の最高責任者として特別な地位が与えられていた。例えば、公式令において外官（通常は大宰府官吏および国司）に対する命令文書には内印（天皇御璽）が押印されている。京官に対する命令文書には外印（太政官印）が押印されているのに対して、外官に対しては御璽の押印を経ることによって天皇が直接命令を与える体裁が採られていた。更に平時において、郡司以下が路頭で国司と出会った際には下馬礼を行い、元日には国衙において天皇の代わりに国司に対して拝賀の礼を行うこととされていた。
また、大宰府官吏・国司・郡司は給与として職分田が与えられ、これとは別に大宰府・壱岐国・対馬国の官人には季禄が授けられ、更に収入を補うために任期中に空閑地を耕作する権利や公廨稲も設けられた。このような収入面での外官の優遇ぶりから、外官の収入のみを希望する者が多く、奈良時代より員外官・権官の設置や実際に現地に赴任しない遥任の問題が発生した。更に平安時代に入ると国家財政の不足を補うために年官や成功などの形で外官の官職が売却に充てられることになった。また、租税の確保と治安の維持の強化のために受領国司の権限を強化する政策が行われ、租庸調に代わる官物・雑物の徴収や形骸化した軍団に代わって国衙軍制が導入されることになる。